# Sprötzer Bach
Der Sprötzer Bach ist ein 3,5 km langer Bach in der Gemeinde Kakenstorf und dem Buchholzer Stadtteil Sprötze im Landkreis Harburg in Niedersachsen, der von rechts und Osten in die Este mündet.

## Verlauf
Der Sprötzer Bach entspringt innerhalb des Buchholzer Stadtteil Sprötze an der Schmiedegasse. Er durchfließt, in westlicher Richtung, erkennbar begradigt, ein schmales Wiesengebiet, beidseitig von Häusern gesäumt. Er nimmt von rechts und Norden den Trelder Bach auf und unterquert in einer Straßensenke die K 45. Der Bach fließt weiter durch leicht mooriges Waldgebiet, am Kakenstorfer Bogenschießplatz vorbei, durch den Ort Kakenstorf. Innerhalb Kakenstorf durchfließt der Bach auf 280 m Länge eine Wiese die zu Buchholzer Stadtgebiet gehört, während das Gebiet um die Wiese zur Gemeinde Kakenstorf gehört, bevor er von rechts und Osten in die Este mündet.

## Zustand
Der Sprötzer Bach ist im gesamten Verlauf mäßig belastet (Güteklasse II).

## Befahrungsregeln
Wegen intensiver Nutzung der Este durch Freizeitsport und Kanuverleiher erließ der Landkreis Harburg 2002 eine Verordnung unter anderem für die Este, ihre Nebengewässer und der zugehörigen Uferbereiche, die den Lebensraum von Pflanzen und Tieren schützen soll. Seitdem ist das Befahren und Betreten des Sprötzer Bachs ganzjährig verboten.